# Rödigsdorf
Rödigsdorf ist ein Teil von Oberroßla/Rödigsdorf, einem Ortsteil der Stadt Apolda im Landkreis Weimarer Land in Thüringen.

## Lage

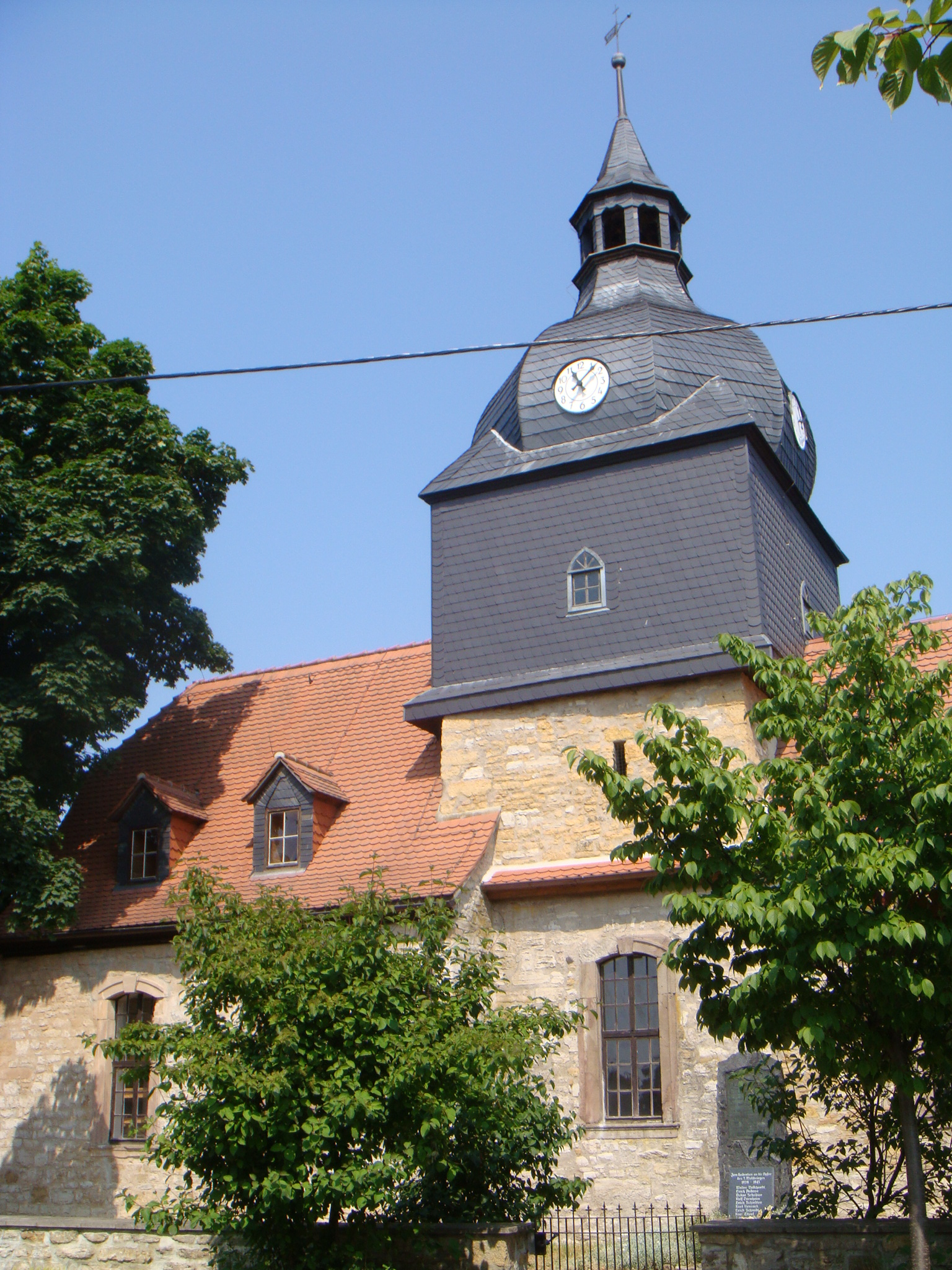
Dorfkirche

Rödigsdorf liegt südwestlich von Apolda an der vielbefahrenen Bundesstraße 87 und südwestlich von Oberroßla. Die Gemarkung befindet sich am Südostrand des Thüringer Beckens auf besten Ackerböden. Bis zur Stadtmitte sind es 5,6 Kilometer.

## Geschichte
In der Zeit 822–842 wurde erstmals die urkundliche Ersterwähnung von Rödigsdorf nachgewiesen. Die Verwaltung des Ortsteils geht von 1136 aus.
Am 14. März 1974 wurde Rödigsdorf nach Oberroßla eingemeindet. Bis 1990 war der Ort durch die Landwirtschaft geprägt, nach 1990 siedelte sich weiteres Gewerbe in einem neu erschlossenen Gewerbegebiet an. Am 4. Februar 1994 wurden die Partnerortsteile in Apolda eingemeindet.
2000 wurde Rödigsdorf in das Dorferneuerungsprogramm aufgenommen, die Infrastruktur des Ortes und auch die historische Dorfkirche Rödigsdorf wurden bis 2004 umfassend saniert. 990 Einwohner lebten 2008 in den Partnerortsteilen.

## Sehenswürdigkeiten
In der Liste der Kulturdenkmale in Apolda sind drei Denkmale in der Ortslage von Rödigsdorf aufgeführt: Die Kirche und zwei Wegekreuze, von denen das im Südosten des Dorfes vermutlich nicht mehr existiert, evtl. im Zuge von landwirtschaftlicher Bearbeitung verloren gegangen ist.